# Ретарії (протисти)
Ретарії[усталений термін?] (Retaria) — надтип найпростіших, що відносять до підцарства ризарій (Rhizaria). Об'єднує два типи: форамініфер та радіолярій. 
У 2019 році Retaria були визнані базальною групою ризарій і сестринською до типу церкозой (Cercozoa).

## Опис
Ретарії складаються з амебоїдної клітини з численними відростками: аксоподіями в радіоляріїв та ретикулоподіями у форамініфер. Живуть в екзоскелетах. Акантарії будують екзоскелет з целестину (сульфату стронцію), поліцистини (Polycystinea) — з діоксиду кремнію, форамініфери будують перфоровані черепашки на основі вапнякового матеріалу (кальциту або рідше арагоніту).